# 228 до н. е.

## Події
- Прусій I Кульгавий стає царем Віфінії.
- Архідам V змінює на престолі Спарти Евдаміда III.
- Ксеркс Вірменський стає царем Софени й Коммагени.
- Цар Македонії Антигон III Досон вибиває єгиптян з Мілета.
- Римські консули — Спурій Карвілій Максим Руга (вдруге) і Квінт Фабій Максим Веррукоз (вдруге).[1]
- Римляни захопили Цавтат.

## Померли
- Зіел — цар Віфінії
- Аршам — цар вірменського царства Софени й Коммагени
- Гамількар Барка — карфагенський воєначальник, провідник інтересів торговельно-ремісничих кіл Карфагену, засновник роду Баркідів, що надалі виступив проти гегемонії Римської республіки у Середземномор'ї